# ووشچه
ووشچه (به لاتین: Łuszcze) یک روستا در لهستان است که در گمینا چژه واقع شده‌است.